# Nugget de poulet
Pour les articles homonymes, voir Nuggets.
Ne doit pas être confondu avec Bâtonnet de poulet ou Poulet frit.

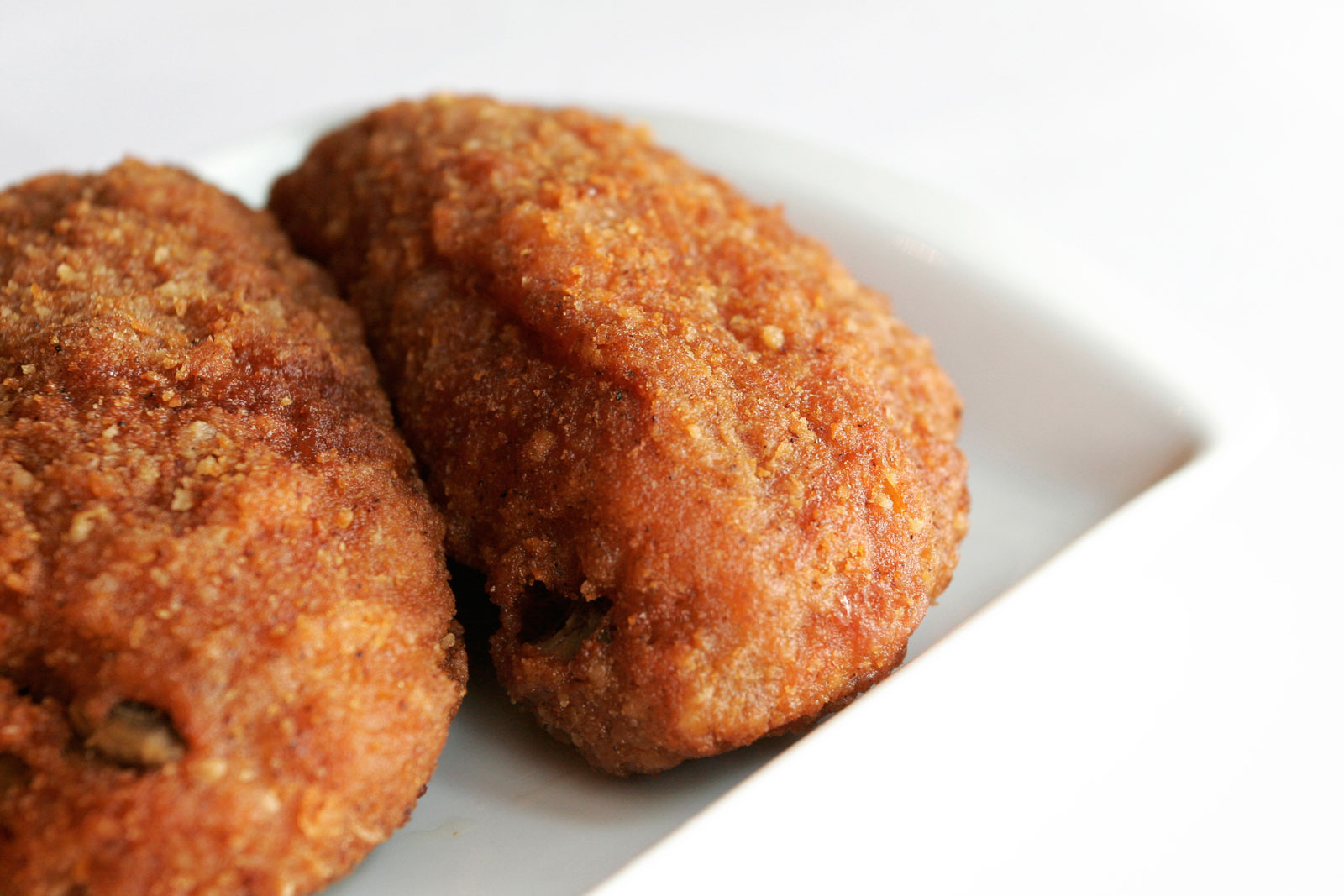
Nuggets de poulet.

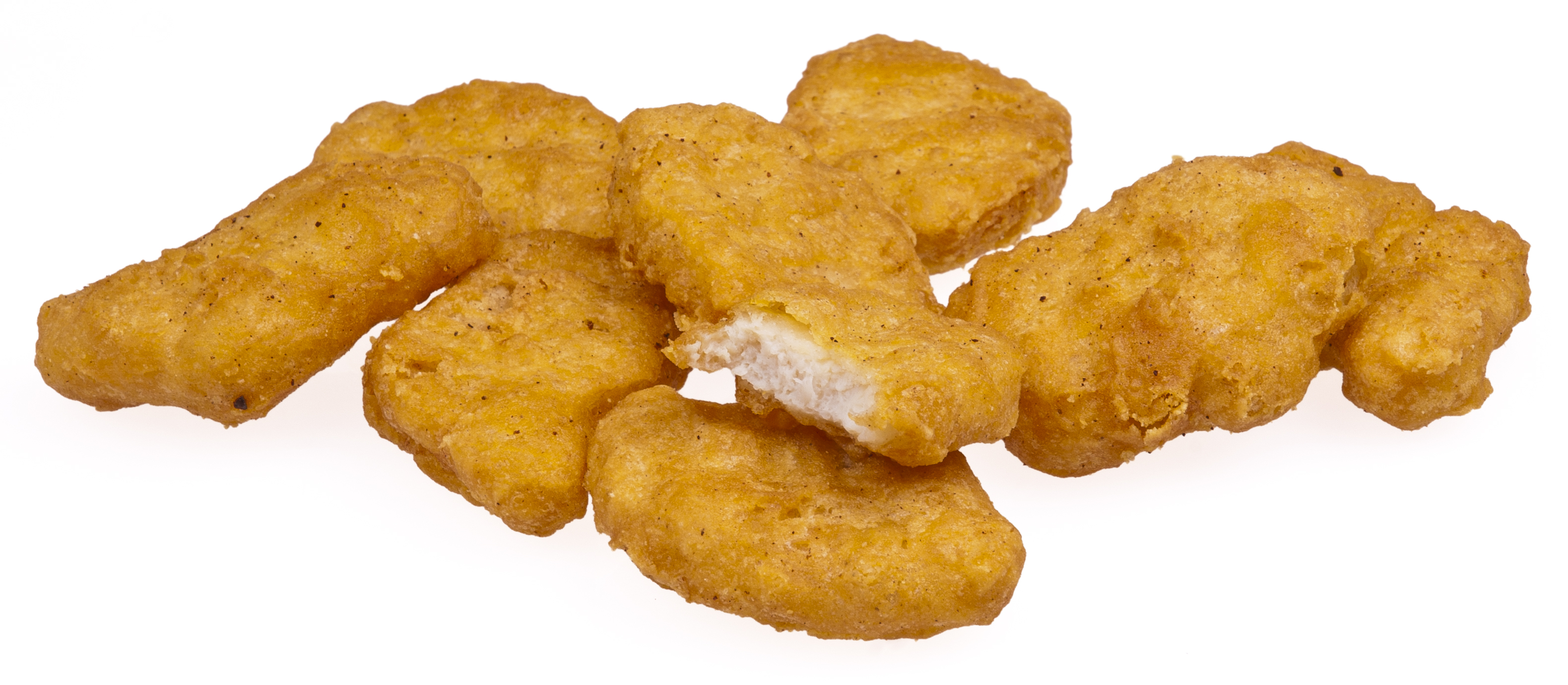
Nuggets de poulet en provenance de McDonald's.

Un nugget de poulet (de l'anglais nugget, « pépite » soit littéralement, « pépite de poulet ») ou croquette de poulet est un plat cuisiné composé d'une pâte de chair et de peau de poulet finement hachées, qui est ensuite roulée dans une pâte à beignets ou une panure avant cuisson. En restauration rapide, ils sont généralement préparés à la friture, alors qu'ils sont le plus souvent préparés au four chez les particuliers.
Le nugget de poulet fut inventé dans les années 1950 par Robert C. Baker (en),, un professeur en sciences de l'alimentation de l'université Cornell (dans l'État de New York) et publié sans dépôt de brevet, en tant que travail académique. La découverte du Dr Baker rendit possible la préparation de nuggets de toutes formes. On accorde souvent à tort la paternité des nuggets de poulet à McDonald's qui ne créa cependant ses Chicken McNuggets (Poulet McCroquettes, au Québec) qu'en 1979 et ne les commercialisa qu'en 1980.

## Composition
Les nuggets sont souvent préparés à base de viande séparée mécaniquement (une pâte de viande) et contiennent en général une importante proportion de peau de poulet et cartilages qui permettent une meilleure cohésion de la préparation et un coût inférieur.